# Geaune
Geaune ist eine französische Gemeinde im Département Landes in der Region Nouvelle-Aquitaine. Sie gehört zum Arrondissement Mont-de-Marsan und zum Kanton Chalosse Tursan.
Die Gemeinde grenzt im Norden an Pécorade, im Osten an Sorbets, im Südosten an Mauries, im Süden an Clèdes und Payros-Cazautets sowie im Westen an Castelnau-Tursan.

## Bevölkerungsentwicklung
| Jahr      | 1962 | 1968 | 1975 | 1982 | 1990 | 1999 | 2006 | 2017 |
| --------- | ---- | ---- | ---- | ---- | ---- | ---- | ---- | ---- |
| Einwohner | 547  | 599  | 655  | 697  | 723  | 660  | 732  | 668  |

## Sehenswürdigkeiten

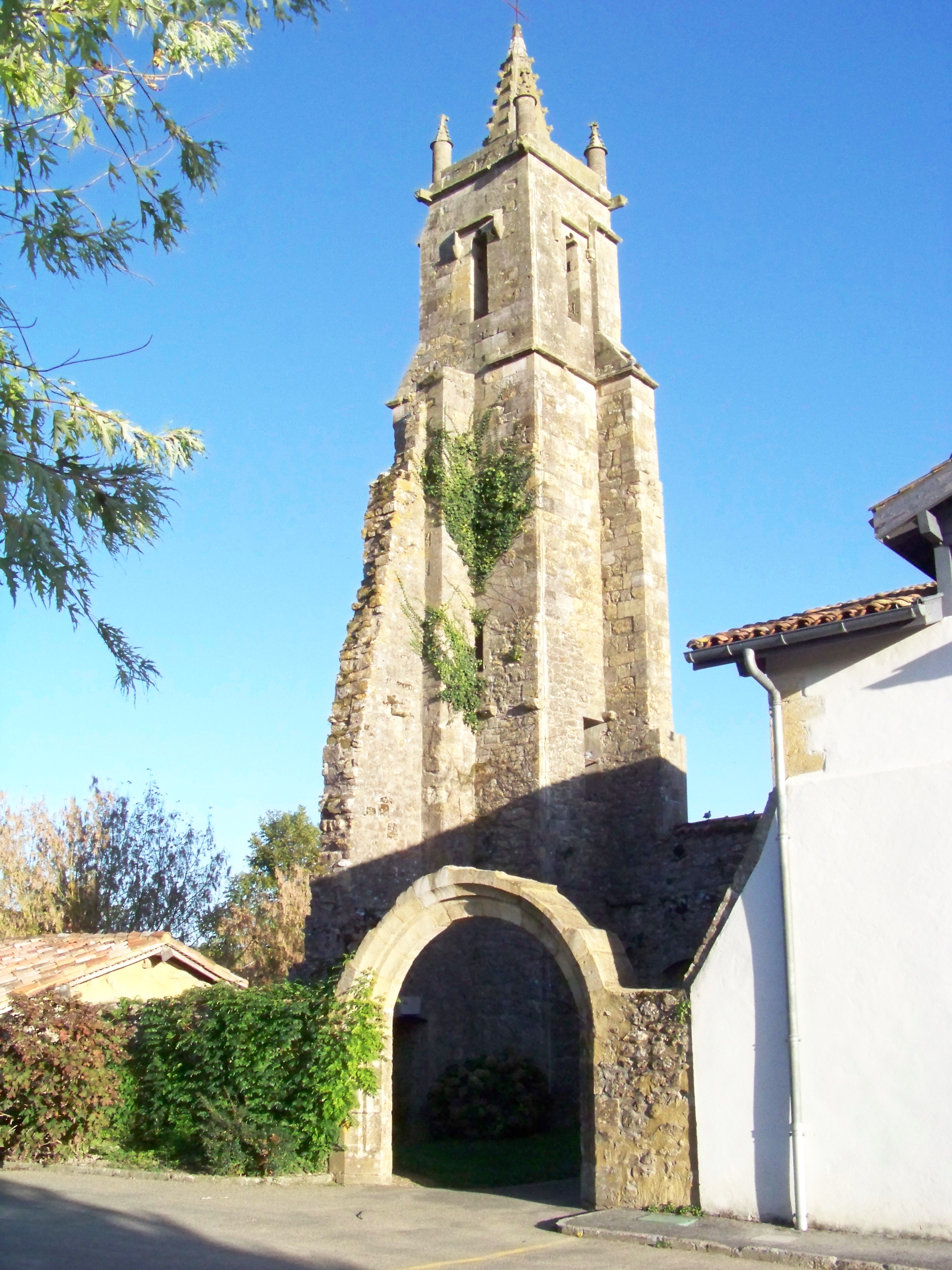
Tour des Augustins

- Kirche Saint-Jean-Baptiste
- Tour des Augustins

## Gemeindepartnerschaften
- Village-Neuf, Frankreich
- Ablitas, Spanien